# Latinoamerica (periodico)
Latinoamerica (nota anche come Latinoamerica e tutti i sud del mondo) è una rivista trimestrale di orientamento anticapitalista che si occupa del continente sudamericano (America Latina), ma anche di altri "sud" del mondo, ritenuti «annientati economicamente e socialmente dal mercato neoliberale e dalla globalizzazione».
Fondata da Gianni Minà e Alessandra Riccio, è distribuita presso le librerie Feltrinelli e le librerie indipendenti.

## Collaborazioni
Alcune delle firme più significative della rivista sono personalità della letteratura e dell'impegno civile in America Latina come Luis Sepúlveda, Eduardo Galeano, Paco Ignacio Taibo II, Frei Betto, Rigoberta Menchù, Adolfo Pérez Esquivel. Hanno collaborato anche scrittori e saggisti nordamericani ed europei tra cui Noam Chomsky, Manuel Vázquez Montalbán, Giulio Girardi, Alex Zanotelli, Ettore Masina, Pino Cacucci e Gennaro Carotenuto.

## Latinoamerica.it
Latinoamerica è anche un portale web dove, con scadenza bisettimanale, è possibile leggere news inedite dal continente latinoamericano; vi si trovano tra l'altro gli approfondimenti di Alessandra Riccio con il suo Taccuino e gli editoriali di Gianni Minà. Per i ricercatori, i borsisti e i tesisti c'è un motore di ricerca che accede a tutti i sommari della rivista, dal numero 0 del luglio 1979 in poi.